# Erling Blöndal Bengtsson
Erling Blöndal Bengtsson (* 8. März 1932 in Kopenhagen; † 6. Juni 2013 in Ann Arbor, Michigan, USA) war ein dänischer Cellist.

## Biografie
Schon mit 16 Jahren wurde er am Curtis Institute of Music in Philadelphia Schüler von Gregor Piatigorsky, der ihn 1949 zu seinem Assistenten machte.
Von 1950 bis 1953 lehrte er mit eigener Cello-Klasse an diesem Institut, bevor er 1953 einem Ruf an das Königlich Dänische Musikkonservatorium Kopenhagen folgte, wo er später auch als Hochschullehrer tätig war.
1980 wurde er Professor an der Hochschule für Musik Köln. 1990 kehrte er zurück nach Amerika und unterrichtete bis 2006 an der „School of Music“ der University of Michigan. Bengtsson konzertierte sich mit Auftritten als Solist und hatte weltweit Auftritte hauptsächlich in Europa, Asien und Nordamerika.
Er war Mitglied der Königlich Schwedischen Musikakademie und wurde 1993 mit dem Titel „Chevalier du Violoncelle“ der Indiana University ausgezeichnet. Ein Großteil seiner zahlreichen Schallplatten- und CD-Einspielungen war beim dänischen Label DANACORD erschienen. Im November 2006 erschien bei DANACORD die DVD „The Cello and I“, die ein umfassendes Porträt dieses skandinavischen Cellisten von 1936 bis 2006 darstellt.

## Denkmal
Als Wertschätzung von Bengtsson in ganz Skandinavien kann gelten, dass seine überlebensgroße Statue, geschaffen von der isländischen Bildhauerin Olöf Pálsdottir, den weitläufigen Platz vor dem Konzerthaus Harpa am Hafen von Reykjavík ziert.

## Ehrungen und Auszeichnungen
- Ritter des isländischen Falkenorden
- 1946: Musikanmelderringens ærespris
- 1961: Prof. Ove Christensens ærespris
- 1962: Århus-studenternes æreskunstner
- 1965: Komponisten Ludvig Schyttes Mindelegat
- 1973: Hædersgave fra Carl Nielsen og Anne Marie Carl-Nielsens Legat
- 1976: Läkerol-prisen
- 1977: Dannebrogorden, Ritter 1. Klasse (16. November 1977)
- 1993: „Chevalier du Violoncelle“, Indiana University, School of Music, Eva Janzer Memorial Cello Center
- 2001: Award of Distinction, Manchester International Cello Festival
- 2005: „Premier Master Cellist 2005“, the Detroit Cello Society
- 2006: IFPIs Ærespris ved P2 Prisen DMA Klassisk
- Velux Fondens Hæderspris
- English Hyam Morrison Gold Medal for Cello